# Gran Premio motociclistico degli Stati Uniti d'America 1989
Il Gran Premio motociclistico degli Stati Uniti d'America corso il 16 aprile 1989 è stato il terzo Gran Premio della stagione 1989 e ha visto gareggiare tre classi, con le vittorie di Wayne Rainey nella classe 500 e di John Kocinski nella classe 250; vi corsero inoltre anche i sidecar, nella cui gara si impose l'equipaggio Steve Webster/Tony Hewitt.

## Classe 500
Una serie di incidenti ha caratterizzato la gara della 500: durante la gara è caduto l'australiano Wayne Gardner riportando la frattura degli arti; al termine della gara, durante il giro d'onore, un incidente ha coinvolto l'altro australiano Kevin Magee e lo statunitense Bubba Shobert con quest'ultimo che ha avuto la peggio riportando danni che gli impedirano di ritornare alle gare.
La gara è stata vinta dallo statunitense Wayne Rainey che ha preceduto i connazionali Kevin Schwantz e Eddie Lawson.

### Arrivati al traguardo
| Pos. | Pilota                       | Moto   | Tempo      | Griglia | Punti |
| ---- | ---------------------------- | ------ | ---------- | ------- | ----- |
| 1    | Wayne Rainey                 | Yamaha | 58.56.17   | 1       | 20    |
| 2    | Kevin Schwantz               | Suzuki | 59.03.02   | 2       | 17    |
| 3    | Eddie Lawson                 | Honda  | 59.16.09   | 6       | 15    |
| 4    | Kevin Magee                  | Yamaha | 59.19.91   | 4       | 13    |
| 5    | Niall Mackenzie              | Yamaha | 59.24.40   | 7       | 11    |
| 6    | Christian Sarron             | Yamaha | 59.26.77   | 5       | 10    |
| 7    | Pierfrancesco Chili          | Honda  | 1.00.26.08 | 11      | 9     |
| 8    | Michael Doohan               | Honda  | 1 giro     | 12      | 8     |
| 9    | Bubba Shobert                | Honda  | 1 giro     | 13      | 7     |
| 10   | Dominique Sarron             | Honda  | 1 giro     | 15      | 6     |
| 11   | Alessandro Valesi            | Yamaha | 1 giro     | 16      | 5     |
| 12   | Marco Gentile                | Fior   | 2 giri     | 17      | 4     |
| 13   | Simon Buckmaster             | Honda  | 2 giri     | 18      | 3     |
| 14   | Bruno Kneubühler             | Honda  | 3 giri     | 19      | 2     |
| 15   | Michael Rudroff              | Honda  | 3 giri     | 21      | 1     |
| 16   | Fernando Gonzáles De Nicolás | Honda  | 4 giri     | 23      |       |
| 17   | Vincenzo Cascino             | Honda  | 4 giri     | 22      |       |

### Ritirati
| Pilota               | Moto   | Motivo | Griglia |
| -------------------- | ------ | ------ | ------- |
| Tadahiko Taira       | Yamaha |        | 8       |
| Nicholas Schmassmann | Honda  |        | 20      |
| Randy Mamola         | Cagiva |        | 14      |
| Ron Haslam           | Suzuki |        | 10      |
| Eugene Brown         | Suzuki |        | 24      |
| Wayne Gardner        | Honda  |        | 3       |

### Non partito
| Pilota          | Moto   | Motivo    | Griglia |
| --------------- | ------ | --------- | ------- |
| Freddie Spencer | Yamaha | Infezione | 9       |

### Non qualificati
| Pilota       | Moto   |
| ------------ | ------ |
| David Busby  | Honda  |
| Michael Wild | Suzuki |

## Classe 250
Gara dominata dallo statunitense John Kocinski che era partito dalla pole position e ha ottenuto anche il giro più veloce; al secondo posto un altro statunitense, Jim Filice, che aveva vinto la stessa prova l'anno precedente. Al terzo posto l'italiano Luca Cadalora.

### Arrivati al traguardo
| Pos. | Pilota               | Moto    | Tempo    | Griglia | Punti |
| ---- | -------------------- | ------- | -------- | ------- | ----- |
| 1    | John Kocinski        | Yamaha  | 48.19.96 | 1       | 20    |
| 2    | Jim Filice           | Honda   | 48.27.98 | 4       | 17    |
| 3    | Luca Cadalora        | Yamaha  | 48.32.75 | 2       | 15    |
| 4    | Sito Pons            | Honda   | 48.37.36 | 5       | 13    |
| 5    | Carlos Cardús        | Honda   | 48.42.19 | 7       | 11    |
| 6    | Jacques Cornu        | Honda   | 48.42.63 | 8       | 10    |
| 7    | Jean-Philippe Ruggia | Yamaha  | 48.52.64 | 3       | 9     |
| 8    | Reinhold Roth        | Honda   | 49.13.94 | 9       | 8     |
| 9    | Loris Reggiani       | Honda   | 49.22.66 | 11      | 7     |
| 10   | Masahiro Shimizu     | Honda   | 49.29.34 | 17      | 6     |
| 11   | Ivan Palazzese       | Aprilia | 49.38.54 | 15      | 5     |
| 12   | Alberto Puig         | Yamaha  | 1 giro   | 12      | 4     |
| 13   | Jochen Schmid        | Honda   | 1 giro   | 20      | 3     |
| 14   | Didier de Radiguès   | Aprilia | 1 giro   | 28      | 2     |
| 15   | Gary Cowan           | Yamaha  | 1 giro   | 23      | 1     |
| 16   | Alex Barros          | Yamaha  | 1 giro   | 25      |       |
| 17   | Fabio Barchitta      | Aprilia | 1 giro   | 33      |       |
| 18   | Stefano Caracchi     | Honda   | 1 giro   | 31      |       |
| 19   | Harald Eckl          | Aprilia | 1 giro   | 22      |       |
| 20   | Richard Oliver       | Yamaha  | 1 giro   | 19      |       |
| 21   | Fausto Ricci         | Aprilia | 1 giro   | 30      |       |
| 22   | Andreas Preining     | Aprilia | 1 giro   | 24      |       |
| 23   | Richard Moore        | Yamaha  | 1 giro   | 34      |       |
| 24   | Don Greene           | Yamaha  | 1 giro   | 35      |       |
| 25   | Jean-François Baldé  | Yamaha  | 1 giro   | 36      |       |

### Ritirati
| Pilota           | Moto    | Motivo | Griglia |
| ---------------- | ------- | ------ | ------- |
| Daniel Amatriaín | Honda   |        | 26      |
| Helmut Bradl     | Honda   |        | 13      |
| Juan Garriga     | Yamaha  |        | 6       |
| Martin Wimmer    | Aprilia |        | 16      |
| August Auinger   | Yamaha  |        | 14      |
| Javier Cardelús  | Cobas   |        | 27      |
| Alberto Rota     | Aprilia |        | 10      |
| Jean Foray       | Yamaha  |        | 21      |
| Alan Carter      | Aprilia |        | 18      |
| Robbie Petersen  | Aprilia |        | 29      |
| Thomas Stevens   | Yamaha  |        | 32      |

### Non qualificati
| Pilota                    | Moto    |
| ------------------------- | ------- |
| Michael Duhamel           | Aprilia |
| Patrick van den Goorbergh | Yamaha  |
| Paolo Casoli              | Honda   |
| Andy Leisner              | Honda   |
| Urs Jücker                | Yamaha  |
| Daniel Coe                | Yamaha  |
| Doug Brauneck             | Yamaha  |
| Luis Lavado               | Yamaha  |
| Hans Becker               | Honda   |
| Steve Crevier             | Aprilia |
| Jeffrey Sayle             | Yamaha  |
| Jim DeWitte               | Honda   |
| Lucio Pietroniro          | Yamaha  |
| Chris D'Aluisio           | Yamaha  |
| Jon Cornwell              | Aprilia |
| David Busby               | Honda   |
| Darren Millner            | Yamaha  |
| Eric Kondo                | Yamaha  |
| José Barresi              | Yamaha  |
| James Stephens            | Yamaha  |

## Classe sidecar
La prima gara stagionale viene vinta dai campioni in carica Steve Webster-Tony Hewitt, davanti ad Alain Michel-Jean-Marc Fresc e ai fratelli Egloff, che partivano dalla pole. Si ritirano Rolf Biland-Kurt Waltisperg, per un guasto al motore, ed Egbert Streuer-Bernard Schnieders, per problemi alla visiera del casco di Schnieders.

### Arrivati al traguardo (posizioni a punti)[5]
| Pos | Pilota             | Passeggero       | Moto          | Tempo     | Punti |
| --- | ------------------ | ---------------- | ------------- | --------- | ----- |
| 1   | Steve Webster      | Tony Hewitt      | LCR-Krauser   | 48'48"240 | 20    |
| 2   | Alain Michel       | Jean-Marc Fresc  | LCR-Krauser   | +16"318   | 17    |
| 3   | Markus Egloff      | Urs Egloff       | SMS-Yamaha    | +23"390   | 15    |
| 4   | Masato Kumano      | Markus Fährni    | LCR-Yamaha    |           | 13    |
| 5   | Barry Brindley     | Graham Rose      | Fowler-Yamaha |           | 11    |
| 6   | Yoshisada Kumagaya | Brian Barlow     | Windle-Yamaha |           | 10    |
| 7   | Fritz Stölzle      | Hubert Stölzle   | LCR-Krauser   |           | 9     |
| 8   | Alfred Zurbrügg    | Martin Zurbrügg  | LCR-Yamaha    |           | 8     |
| 9   | Bernd Scherer      | Thomas Schröder  | BSR-Krauser   |           | 7     |
| 10  | René Progin        | Laurent Magnenat | LCR-Krauser   |           | 6     |
| 11  | Wolfgang Stropek   | Steve Campbell   | LCR-Krauser   |           | 5     |
| 12  | Judd Drew          | Brian Houghton   | LCR-JPX       |           | 4     |
| 13  | Tony Baker         | Trevor Hopkinson | LCR-Krauser   |           | 3     |
| 14  | Gary Thomas        | Eckart Rösinger  | LCR-Krauser   |           | 2     |
| 15  | Derek Jones        | Peter Brown      | LCR-Yamaha    |           | 1     |